# Marcel Duijn
Marcel Duijn (Heemskerk, 12 mei 1977) is een voormalig Nederlands wielrenner van Rabobank (2000-2002) en Van Hemert Groep Cycling (2003). Voor zijn profdebuut heeft hij een aantal overwinningen geboekt, maar als prof is hij nooit verder gekomen dan de 20e plaats in de proloog, en de 43e plaats in de 11e etappe van de Ronde van Italië van 2000.

## Belangrijkste overwinningen
1997
- 4e etappe Ronde van Luik

1998
- 2e etappe Triptyque des Monts et Châteaux
- Eindklassement Triptyque des Monts et Châteaux
- Nederlands kampioen tijdrijden, Beloften
- Tour Beneden-Maas

1999
- 10e etappe Olympia's Tour
- Eindklassement Olympia's Tour

## Resultaten in voornaamste wedstrijden
| Jaar | Ronde van Italië | Ronde van Frankrijk | Ronde van Spanje |
| ---- | ---------------- | ------------------- | ---------------- |
| 2000 | opgave           |                     |                  |
| 2001 |                  |                     |                  |

| Jaar | Gent-Wevelgem |
| ---- | ------------- |
| 2000 |               |
| 2001 | 68e           |